# Riu de la Cana
El riu de la Cana és un afluent de l'Ebre del marge esquerre, que neix al terme municipal de Bellaguarda (les Garrigues) i desemboca a l'Ebre a Flix (Ribera d'Ebre).
Té una llargada de 20,5 km i està catalogat com un riu mediterrani de cabal variable per l'Agència Catalana de l'Aigua. Només porta aigua en èpoques de pluja i drena les aigües provinents de la vall dels Horts, de la de Bovera, de les Rebolledes, de la vall Major i de Can Senyor, les quals sumen en total una superfície de 8116,67 ha.